# Le Football Association
Le Football Association était un hebdomadaire français consacré exclusivement au football. Il fut édité à Paris au début des années 1920 (premier numéro le 4 octobre 1919). Édité à Paris tous les samedis, cet hebdomadaire était une publication officielle de la Fédération française de football.
Il cessa sa parution en 1929 à la suite de la création de l'hebdomadaire Football de Marcel Rossini.
La Bibliothèque nationale de France et la Fédération française de football possèdent des collections de cette publication.